# Ternstroemia maclellandiana
Ternstroemia maclellandiana är en tvåhjärtbladig växtart som beskrevs av Ridley. Ternstroemia maclellandiana ingår i släktet Ternstroemia och familjen Pentaphylacaceae. Inga underarter finns listade i Catalogue of Life.